# Chikkakadalur, Hassan
Chikkakadalur là một làng thuộc tehsil Hassan, huyện Hassan, bang Karnataka, Ấn Độ.